# Godfrey (Illinois)
Godfrey é uma vila localizada no estado americano de Illinois, no Condado de Madison.

## Demografia
Segundo o censo americano de 2000, a sua população era de 16.286 habitantes.
Em 2006, foi estimada uma população de 17.051, um aumento de 765 (4.7%).

## Geografia
De acordo com o United States Census Bureau tem uma área de
93,7 km², dos quais 89,3 km² cobertos por terra e 4,4 km² cobertos por água.

## Localidades na vizinhança
O diagrama seguinte representa as localidades num raio de 16 km ao redor de Godfrey.